# Прекрасна й затишна місцина
«Прекрасна й затишна місцина» (англ. A Fine and Private Place) — фентезійний роман американського письменника Пітера С. Біґла, що став першим в його творчості. Перше видання відбулося у 1960 році. Надалі перекладено японською, корейською, німецькою, російською, чеською, угорською, португальською, іспанською, італійською та румунською мовами.

## Зміст
Події відбуваються на вигаданому на Йоркчестерському кладовищі Бронкса (Нью-Йорк), де вже 19 років ховається від світу Джонатан Ребек, зробивши житло із занедбаного мавзолею. Він колишній аптекар, що збанкрутів. Він розмовляє з померлими, поки вони переходять від життя до того, куди відправляються зрештою всі душі, дає їм трохи розради та розуміння, і навіть іноді грає з ними в шахи. Ребеку допомагає крук, що приносить йому бутерброди, які цупить у людей. Також Джонатан Ребек споглядає за привидами померлих, які прив'язувані до місця їх поховання, їхні уми та спогади повільно згасають, коли їх смертні форми повертаються до пилу.
Але спокій містера Ребека було перервано. Майкл Морган помер раптово і цілком виразно, і коли свідомість повернулося до нього, відразу зрозумів, де він. Труна розгойдувалася на плечах чотирьох носіїв, і тіло Майкла стукалося об тісні стінки. Спершу він лежав тихо, оскільки ніколи не виключено, що це — сон. Зрештою він зрозумів, що мертвий. Майкл перетворився на привида, що став мешкати на Йоркчестерському цвинтарі. Від чого Морган помер він не пам'ятам — або його отруїла дружина Сандра чи внаслідок самогубства.
На кладовищі привид Майкла зустрічає привид Лори Дюран, що загинула під колесами вантажівки. Два привиди закохуються в один в одного й зобов'язується кохати наскільки вони можуть пам'ятати, поки їх тіло не перетвориться на пил. За цим усім споглядає Ребек, що затоваришував з Майклом і Лорою.
Сам Ребек раптово виявляє, що закохався в живу жінку — місіс Гертруда Клапер, що приходить на могилу свого чоловіка. За допомогою цинічного ворона і таємничого нічного сторожа закохані повинні дізнатися справжню різницю між життям і смертю і зробити свій остаточний вибір.
В цей час ворон читає газети, де розповідається про судовий процес проти удови Моргана, яку підозрюють в отруєнні. Але зрештою смерть Майкла визнається самогубством. Внаслідок чого прийнято рішення викопати його труп (самогубці не мають пра знаходитися разом з іншими померлими). В цій ситуації спільно з вороном та за підтримки місіс Клапер Ребек відмовляється від свого способу життя й починає діяти, що зберегти Майкла на Йоркчестерському кладовищі, тим самим знову поєднати з закоханим привидом Лори. Зрештою таємно перевозить гроб з Лорою до Маунт Меріл, де поховано самогубців, зокрема й Майкла Моргана. 
Тоді ж Джонатан Ребек розуміє, що справжнє кохання, емоції та життя там де, він, а не привиди і кладовище. Тому остаточно перебирається жити до Гертруди Клепер.

## Реценізії
Роман отримав схвальні відгуки. Орвілл Прескотт з «Нью-Йорк Таймс» назвав його багатообіцяючим романом, з розумним, меланхолійним гумором, гладенькою, витонченою прозою, яскравою з дотепністю і блискучими образними фразами. Едмунд Фуллер з того ж видання відзначив також дотепність, чарівність та індивідуальність автора, назвавши це чудовим дебютним романом.
Том Морроу з «Чикаго Триб'юн» назвав роман сердечною фантазією. Джордж Фейнстайн з «Лос-Анджелес таймс» зауважив на цікавих кумедних ситуаціях та діалогах.